# Cervos
Cervos es una freguesia portuguesa situada en el municipio de Montalegre. Según el censo de 2021, tiene una población de 227 habitantes.